# 50 Cassiopeiae
Désignations
50 Cassiopeiae est une étoile de la constellation de Cassiopée.

## Description
50 Cassiopeiae est une étoile blanche de la séquence principale de type spectral A2V avec une magnitude apparente de +3,98. D'après la mesure de sa parallaxe annuelle par le satellite Hipparcos, elle est située à environ 157 années-lumière de la Terre.
L'astronome britannique John Herschel a enregistré la position de cette étoile le 29 octobre 1831. Il l'a prise pour une nébuleuse et elle figure au New General Catalogue sous la désignation NGC 771.
50 Cassiopeiae était l'étoile la plus brillante de la constellation désormais obsolète du Messier, utilisée occasionnellement entre 1775 et le 19e siècle, qui s'étendait entre Céphée et Cassiopée, au-dessus de la Girafe.